# Owińska (gromada)
Owińska – dawna gromada, czyli najmniejsza jednostka podziału terytorialnego Polskiej Rzeczypospolitej Ludowej w latach 1954–1972.
Gromady, z gromadzkimi radami narodowymi (GRN) jako organami władzy najniższego stopnia na wsi, funkcjonowały od reformy reorganizującej administrację wiejską przeprowadzonej jesienią 1954 do momentu ich zniesienia z dniem 1 stycznia 1973, tym samym wypierając organizację gminną w latach 1954–1972.
Gromadę Owińska z siedzibą GRN w Owińskach utworzono – jako jedną z 8759 gromad na obszarze Polski – w powiecie poznańskim w woj. poznańskim, na mocy uchwały nr 33/54 WRN w Poznaniu z dnia 5 października 1954. W skład jednostki weszły obszary dotychczasowych gromad Biedrusko, Bolechowo, Owińska i Promnice ze zniesionej gminy Czerwonak oraz część obszarów niezabudowanych, będących w administracji M.O.N., z dotychczasowych gromad: Golęczewo, Chludowo, Morasko, Suchylas, Radojewo i Złotniki – ze zniesionej gminy Piątkowo i Łagiewniki – ze zniesionej gminy Polskawieś w tymże powiecie. Dla gromady ustalono 26 członków gromadzkiej rady narodowej.
4 lipca 1968 gromadę zniesiono, a jej obszar włączono do gromady Czerwonak w tymże powiecie.